# Andressa Alves da Silva
Andressa Alves da Silva, född den 10 november 1992 i São Paulo, är en brasiliansk fotbollsspelare (mittfältare) som spelar för Roma och det brasilianska landslaget. Hon har representerat Brasilien i både VM i Kanada år 2015 och i VM i Frankrike år 2019. Inför 2019 års turnering har hon gjort 18 mål på 82 landskamper.